# Oborniki
Oborniki (udtale:[ɔbɔrˈɲikʲi]) er en by i den nordlige centrale del af voivodskabet Storpolen i den vestlige centrale del af Polen. Byen har 17.629(2021) indbyggere og et areal på 14,08 km², og er administrationsby i powiatet Oborniki.

## Historie
Oborniki blev tildelt byrettigheder før 1292. Hertug Bolesław den fromme grundlagde et franciskansk kloster i Oborniki i det 13. århundrede.
Den var en kongeby i Kongeriget Polens krone, administrativt beliggende i Poznań-powiatet i Poznań-voivodskabet i Provinsen Storpolen. Det var ofte besøgt af kong Vladislav 2. Jagello. Som et resultat af Polens anden deling i 1793 blev det annekteret af Kongeriget Preussen. Efter den vellykkede Storpolske opstand i 1806, blev den genvundet af polakkerne og blev en del af det kortvarige Hertugdømmet Warszawa. I 1815 blev det annekteret af Preussen for anden gang. Byens indbyggere kæmpede i kampene for Polens befrielse, herunder Novemberopstanden, Storpolske oprør (1848), Januaropstanden og den sejrrige Storpolske opstand efter 1. verdenskrig, som et resultat af hvilket byen blev integreret med den genetablerede polske stat i 1919.

## Galleri
- Helligkorskirken
- Himmelfartskirken
- Sankt Joseph kirke
- Vandkraftværk